# 范坑乡
范坑乡，是中华人民共和国福建省宁德市福安市下辖的一个乡镇级行政单位。

## 行政区划
范坑乡下辖以下地区：
范坑村、墩头村、竹柄村、徐家山村、马冈村、上坪村、领先村、半坑村、山岫宅村、蛇头村、毛家坪村、八斗村、古岭宅村、洋山村、咸洋村、东洋村和蒲家山村。